# Godzilla (singel Eminema)
Godzilla – piosenka amerykańskiego rapera Eminema z udziałem Juice WRLD, wydana 31 stycznia 2020 roku jako singel z jedenastego albumu studyjnego tego pierwszego, Music to Be Murdered By. Piosenka była pierwszym pośmiertnym wydawnictwem Juice WRLD po jego śmierci w grudniu 2019. Znalazła się na czołowych miejscach list przebojów w Finlandii, Irlandii i Wielkiej Brytanii oraz dotarła do pierwszej dziesiątki w Australii, Austrii, Kanadzie, Czechach, Danii Węgrach, Włoszech, Litwie, Nowej Zelandii, Norwegii, Słowacji, Szwecji, Szwajcarii i Stanach Zjednoczonych.

## Tło
Występ amerykańskiego rapera Juice WRLD w utworze był jego pierwszym pośmiertnym wydaniem po śmiertelnym ataku padaczki będącym wynikiem przedawkowania narkotyków 8 grudnia 2019. Trzecia zwrotka Eminema w utworze jest rekordem jego najszybszej zwrotki rapowej, w której rapuje średnio 11 sylab na sekundę, czyli 400 słów w 30 sekund, z maksymalną szybkością 12,73 sylab na sekundę. Eminem pobił swoje własne rekordy – występ w piosence Nicki Minaj i Labrintha „Majesty” z 2018, w której rapował 12,26 sylab na sekundę, oraz swojej piosence „Rap God” z 2013, w której rapował 11,43 sylab na sekundę.

## Teledysk
4 marca 2020 roku ukazało się wideo z tekstem piosenki. 18 marca Eminem opublikował fragment teledysku we współpracy z Lyrical Lemonade. Teledysk wyreżyserowany przez Cole’a Bennetta został wydany 9 marca. Zawiera występy Mike’a Tysona i Dr. Dre oraz dedykację dla Juice WRLD na końcu. W styczniu 2025 roku piosenka miała ponad 714 milionów wyświetleń na YouTube.

## Kompozycja
Piosenka napisana jest w tonacji es-moll, w tempie 166 (lub 83) uderzeń na minutę, z progresją akordów E♭m – G♭.

## Popularność
„Godzilla” odniosła sukces w Stanach Zjednoczonych i Europie. Zadebiutował na pierwszym miejscu na liście przebojów w Finlandii oraz na brytyjskiej i irlandzkiej liście przebojów singli, stając się dziewiątym singlem Eminema, który zajął pierwsze miejsce odpowiednio w Wielkiej Brytanii i Irlandii, a także pierwszym singlem Juice WRLD na listach w tych krajach. Zajął także drugie miejsce we Flandrii, Czechach, Węgrzech, Nowej Zelandii i Słowacji. Singel zajął trzecie miejsce w ojczyźnie obu artystów, Stanach Zjednoczonych i znalazł się w pierwszej dziesiątce w 20 regionach. Poza Europą piosenka odniosła umiarkowany sukces w Libanie i Singapurze, osiągając szczyt w pierwszej dwudziestce w tych regionach.

## W mediach
W grudniu 2023 roku piosenka została zaprezentowana podczas wydarzenia The Big Bang w Fortnite wraz ze skinem opartym na alter ego Eminema, Marshall Never More, performującego motyw przewodni Godzilli. Piosenka pojawiła się również w grze Beat Saber.